# SN 2006jx
SN 2006jx – supernowa typu Ib odkryta 3 października 2006 roku w galaktyce A035214+0017. W momencie odkrycia miała maksymalną jasność 22,80m.